# La Troisième Partie du monde
Pour plus de détails, voir Fiche technique et Distribution.
La Troisième Partie du monde est un film français réalisé par Éric Forestier, sorti en 2008.

## Synopsis
Emma fait disparaître ses amants à son contact. François, astronome spécialisé dans l'étude des trous noirs rencontre Emma et en tombe amoureux.

## Fiche technique
- Titre : La Troisième Partie du monde
- Réalisation : Éric Forestier
- Scénario : Éric Forestier
- Musique : Jay Jay Johanson
- Photographie : Patricia Atanazio
- Montage : Annick Raoul
- Production : Cédric Walter
- Société de production : Château-Rouge Production, CinéCinéma, Soficinéma, La Maison et Red Star Cinema
- Société de distribution : Shellac Distribution (France)
- Pays :  France
- Genre : fantastique et romance
- Durée : 105 minutes
- Dates de sortie : 
  -  France : 18 juin 2008

## Distribution
- Clémence Poésy : Emma
- Gaspard Ulliel : François
- Éric Ruf : Michel
- Maya Sansa : Chiara
- Jean-Luc Bideau : Le professeur de physique
- Scali Delpeyrat : Le patron de l'agence
- Momoko Fructus : Ukiko
- Jean-Damien Barbin : Le médium
- Jeanne Ferron : La collègue de l'agence
- Gen Shimaoka : Monsieur Ichihara

## Accueil
Jean-Luc Douin pour Le Monde évoque un film « intrigant, mais un peu vain ». Philippe Azoury pour Libération compare le film à L'avventura de Michelangelo Antonioni.